# گرمازدگی
گرمازدگی (به انگلیسی: Hyperthermia) عدم توانایی بدن در دفع گرما و افزایش دمای درون بدن به حدود چهل درجه سانتی‌گراد است که به علت فعالیت شدید یا گرمای هوا ایجاد می‌شود. به عبارت دیگر گرمازدگی به هم خوردن تعادل در مکانیسم‌های تنظیم دمایی بدن است و تولید گرما در بدن، به‌علت افزایش شدید حرارت محیط و ناتوانی در دفع حرارتِ ایجاد شده، باعث گرمازدگی می‌شود.
گرمازدگی به راحتی قابل پیشگیری است. در صورت بروز افزایش دمای شدید به فوریت‌های پزشکی و درمان فوری برای جلوگیری از آسیب‌های جدی یا مرگ نیاز است.

## انواع

### گرمازدگی کلاسیک
فرم کلاسیک گرمازدگی بیشتر در سنین بالا و در بیماران قلبی وعروقی،  بیماری‌های مزمن،  بیماری‌های روانی، معلولان، افراد چاق ، افرادی که به هر دلیل دچار کاهش آب بدن شده‌اند افراد معتاد به الکل و استفاده کنندگان از بعضی داروها پس از چند روز تماس با هوای گرم که امکان تهویه مناسب محیط هم نباشد اتفاق می‌افتد.

### گرمازدگی فعالیتی
فرم فعالیتی گرمازدگی در سنین پائین‌تر و به دنبال فعالیت‌ها و ورزش‌های سنگین در  آب و هوای گرم (مانند کسانی که مسافت زیادی می‌دوند، بازیکنان فوتبال و…) و در شرایط کمبود آب بدن اتفاق می‌افتد.

## علّت
- فعّالیّت زیاد در گرما
- پوشش زیاد در هوای گرم
- نداشتن تراز گرمایی (گرچه هنگام سرما نیز گمانه‌زنی‌هایی مبنی بر بروز گرمازدگی هست)[۴]

بیشترین علّت مربوط است به قرار گرفتن در محیطی با گرمای بیش از ۴۰٫۶ درجهٔ سانتی‌گراد (۱۰۵٫۱ درجهٔ فارنهایت) و واکنش‌های جانبی به مواد مخدر.

## نشانه‌ها
- افزایش دمای بدن
- سردرد
- سرگیجه و منگی
- حال بد و بی‌اشتهایی
- تشنگی بسیار
- تپش قلب
- تند نفس کشیدن
- تعریق بسیار و پوست رنگ‌پریده و نمناک
- شل‌شدگی بسیار ماهیچه‌ای

نشانه‌ها در همهٔ سنین یکسان است، امّا کودکان، سالمندان، زنان باردار و کسانی که بیماری‌های جدّی دارند، آسیب‌پذیرتر هستند.

## پیامدها
ناهماهنگی‌های حاصل از گرمازدگی به سه دسته تقسیم می‌شود:
- کرامپ‌های ماهیچه‌ای ناشی از گرما
- خستگی بسیار زیاد
- هیپوترمی در گرمازدگی[۵]

## اقدامات اولیه
- فرد گرمازده را به جای خنک منتقل کنید.
- لباس‌های اضافی را درآورید.
- به او مقدار زیادی آب بدهید.
- پوست را با اسفنج یا اسپری با آب نمناک خنک کنید. از پارچه خیس شده در آب سرد می توان برای خنک شدن استفاده کرد. می توان هوای سرد را اضافه کرد.
- با خدمات پزشکی اضطراری تماس بگیرید.
- در کنار فرد بمانید تا حالش بهتر شود و هر چند دقیقه یک بار چک کنید آیا سرعت تنفس یا ضربان قلبش کمتر شده‌ است یا نه.

معمولاً پس از نیم ساعت باید حال فرد بهتر شود.

## پیشگیری
- مقدار زیادی آب خنک بنوشید به‌خصوص اگر در گرما ورزش می‌کنید.
- در روزهای بسیار گرم بین ساعت‌های ۱۱ صبح تا سه بعدازظهر حتی الامکان بیرون نروید.
- حتی‌الامکان زیر تابش مستقیم آفتاب نمانید.
- مردم را در زیر آفتاب یا در مناطق بسیار گرم قرار ندهید.
- استفاده از طرفداران و تهویه مطبوع.
- پوست خود را مرتب با آب خنک کنید.
- دوش آب سرد بگیرید.
- لباس گشاد و به رنگ روشن بپوشید.
- در ورزش افراط نکنید. در صورت لزوم وظایف و تمرینات بدنی را متوقف کنید.
- در هوای خیلی گرم از نوشیدن الکل حتی الامکان پرهیز کنید.[۲]

### در هوای گرم به چه چیز نیاز است:
- همراه داشتن مقدار کافی آب برای نوشیدن و خنک کردن پوست
- پوشش مناسب: لباس گشاد به رنگ روشن و کلاه لبه‌دار
- کرم‌های ضد آفتاب وسیع‌الطیف (که از هر دو پرتو ماوراء بنفش A و B محافظت می‌کنند) با درجه محافظت (SPF) سی به بالا
- عینک آفتابی مناسب که کناره‌های چشم را محافظت کند، محافظت صد در صد در مقابل پرتو ماوراء بنفش بدهد و UV ۴۰۰ باشد. برای اطمینان از مرغوبیت عینک می‌توانید به نشان استاندارد اتحادیه اروپا (CE) یا آمریکا (ANSI) اعتماد کنید.[۲]